# Gordon Brown (Künstler)

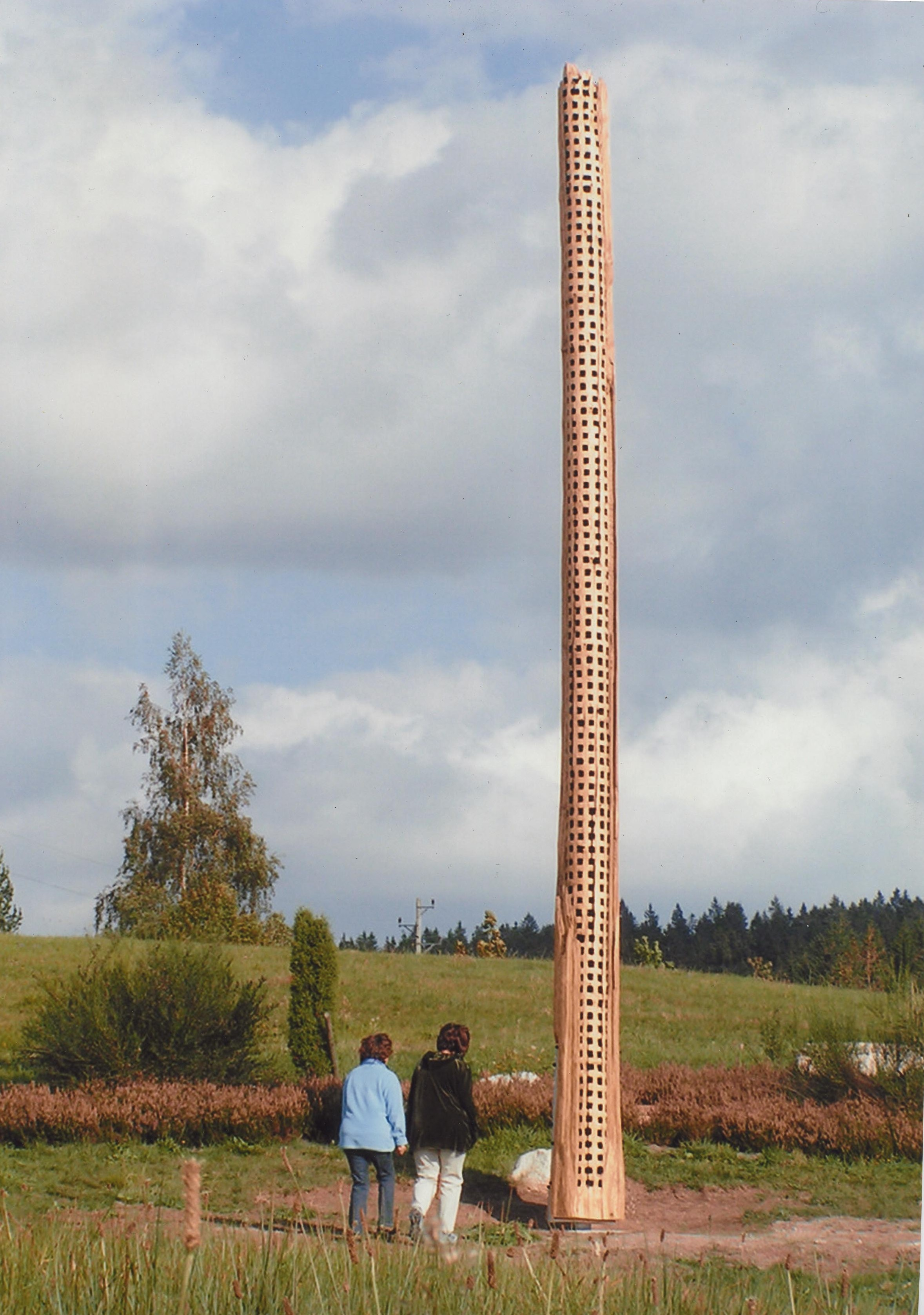
Blackforest Column (2004), Schluchsee

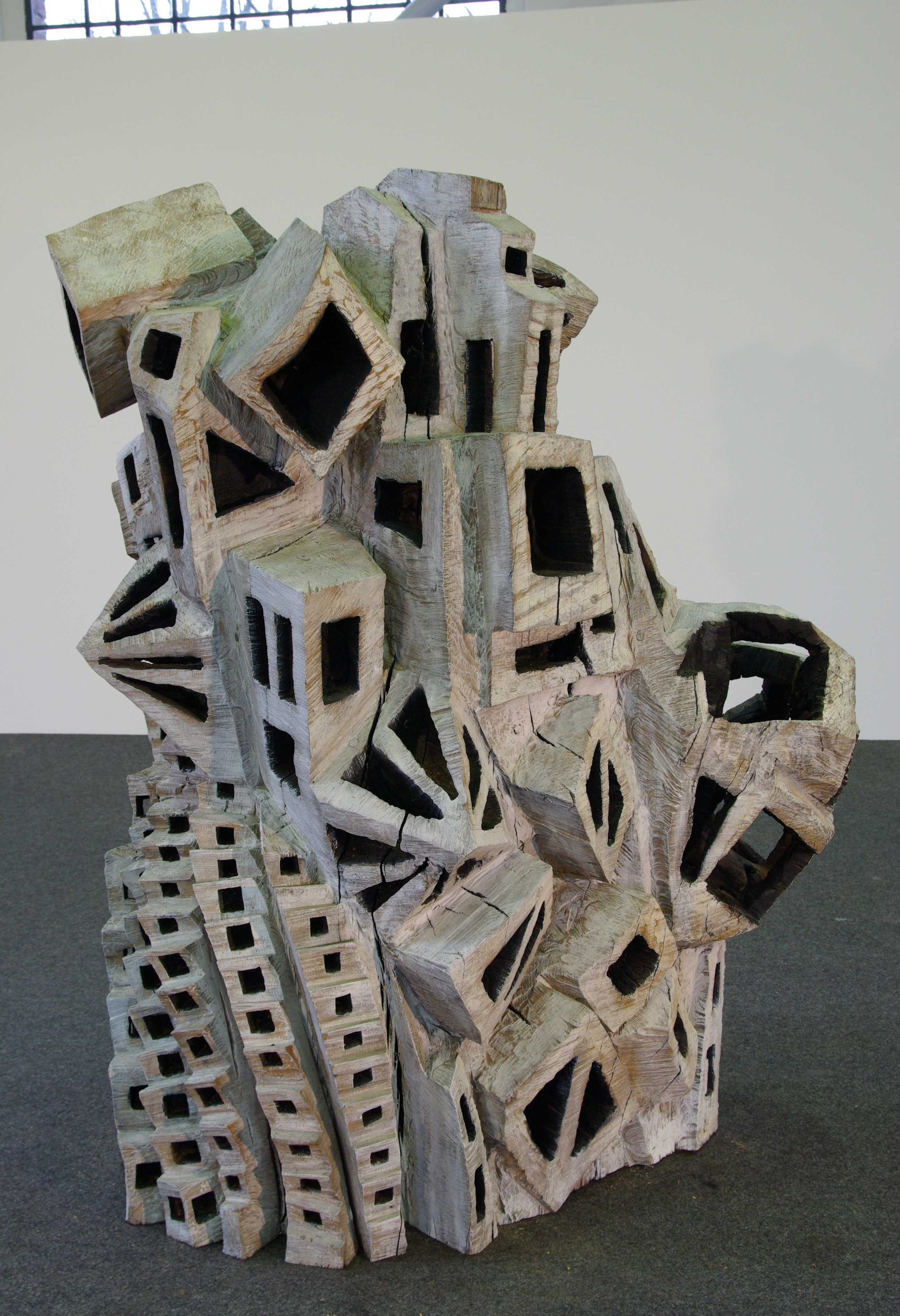
Urbaner Turm (2003/07), Exponat

Gordon Brown (* 7. April 1958 in Iserlohn; † 24. Oktober 2020 ebenda) war ein deutscher Künstler. Er arbeitete vorwiegend als Bildhauer mit dem Material Holz.

## Leben und Werk
Gordon Brown verbrachte erste Kindheitsjahre in der kanadischen Provinz British Columbia und wuchs vorwiegend in Deutschland auf; sein Vater war Kanadier, seine Mutter Deutsche. Er erlernte das Tischler- und Holzbildhauerhandwerk. 1985 bezog Brown als erster eines der Ateliers im Künstler- und Museumsdorf Barendorf. Von 1985 bis 1992 setzte er sich autodidaktisch mit freier Bildhauerei auseinander und studierte von 1992 bis 1995 an der Fachhochschule Dortmund Objektdesign mit dem Schwerpunkt Bildhauerei mit Diplom-Abschluss bei  Professor Werner Nöfer. Von 1997 bis 1999 hatte er für den Fachbereich Design (Plastisches Gestalten) freie und angewandte Form einen Lehrauftrag an der FH Dortmund. Er zog 1997 nach Hamm, richtete dort ein neues Atelier ein und war als freischaffender Bildhauer tätig. 2003 erhielt er den Dr. Emil Löhnberg-Kunstpreis der Kulturstiftung der Sparkasse Hamm und 2004 ein Aufenthaltsstipendium für Südfrankreich von der Aldegrever-Gesellschaft Münster. Schwerpunktmäßig arbeitete er als Bildhauer mit dem Material Holz. Einige Skulpturen befinden sich im öffentlichen Raum, so hat zum Beispiel das Museum Abtei Liesborn ein Holzobjekt aus seiner Werkreihe „Das Leben der Boote“ aufgekauft.
2016 zog er zurück nach Iserlohn und starb am 24. Oktober 2020 nach langer Krankheit in seiner Geburtsstadt.
Das Leben der Boote

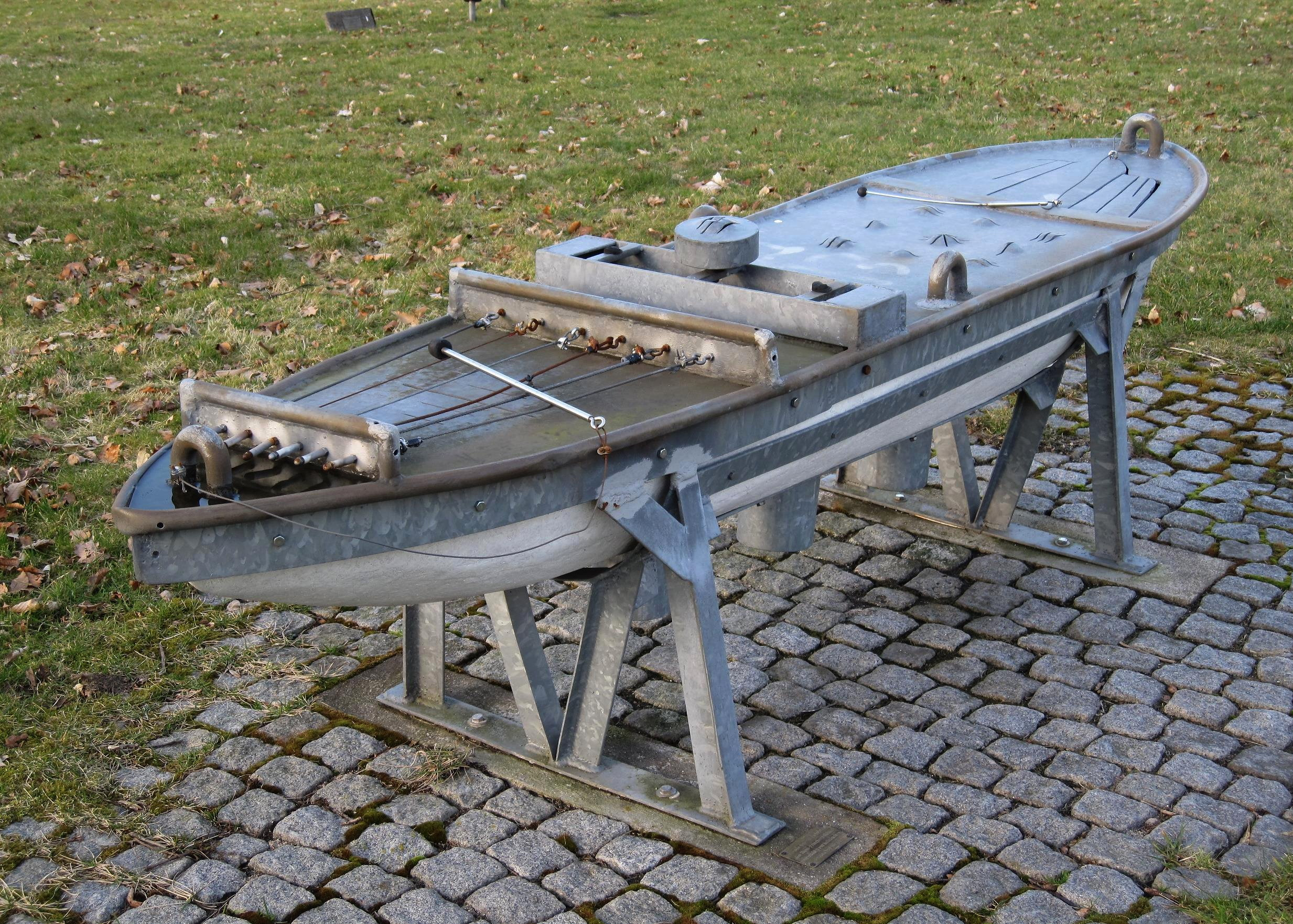
Klangskulptur „Boot auf dem Frönsberg“ (1997)

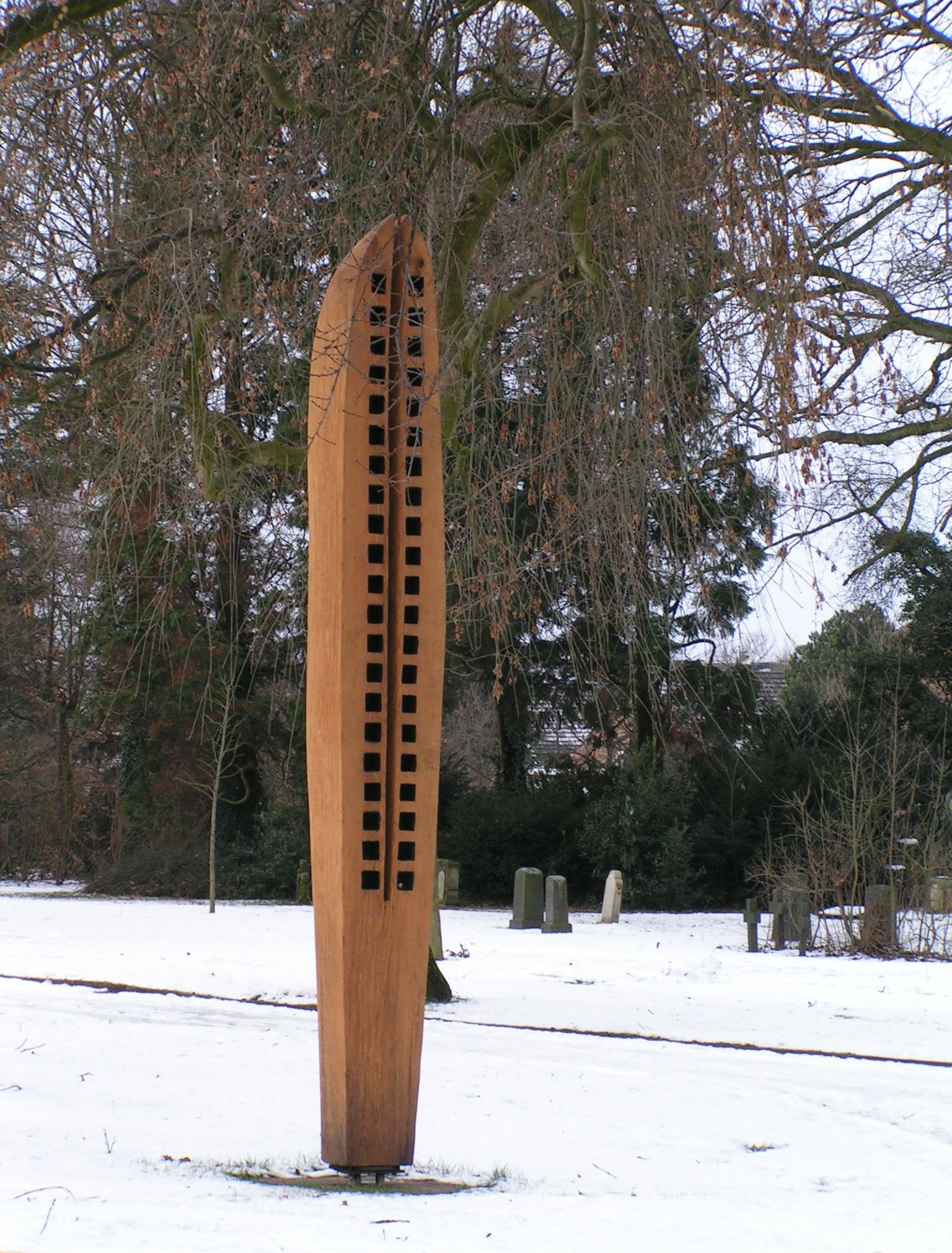
Bootstele (2003), Stadtpark Wadersloh

Gordon Brown arbeitete in Werkserien. Die bekannteste und am meisten ausgestellte Serie ist „Das Leben der Boote“. Der Bildhauer befasste sich seit 1995 mit dem Thema Boot. Es ist das erste Fahrzeug des Menschen und für Brown ein Symbol für das Erkunden und Überschreiten von Grenzen. Es „dient ihm in allgemeiner Weise dazu, Dinge, die in Veränderungen begriffen sind, bewusst zu machen“. Die Holzskulptur „Mutterschiff“ zum Beispiel ist ein Schiff, das er mit vielen kleinen Booten gefüllt hat; den Betrachter erinnert es an eine Samenkapsel. Der Künstler arbeitete mit unterschiedlichen Holzarten, die er zum Teil ineinander steckte; einige Male wird das Boot abstrahiert und auf sein Gerippe reduziert. Brown bearbeitete seine Werkstücke vielschichtig, unter anderem mit Meißel, Kettensäge, Schleifpapier, Bunsenbrenner und Winkelschleifer. Im Endergebnis zeichnen seine Arbeiten „Klarheit, Konzentration und lyrische Schönheit“ aus.

## Ausstellungen
- 2008: Maximilianpark, Hamm
- 2007: Museum Abtei Liesborn
- 2007: Art Fair, Rotterdam, Niederlande
- 2005: Stadtmuseum Kamen
- 2005: Gustav-Lübcke-Museum, Hamm
- 2004: Galerie Münsterland
- 2004: Kunsthaus Kloster Gravenhorst
- 2001: Museum am Ostwall, Dortmund
- 2001: Kloster Bentlage, Rheine
- 1998: Arts Centre Wrexham, Wales, Großbritannien
- 1996: Künstlerhaus Dortmund

## Bücher und Kataloge
- Holz-Gezeiten. Lyrik: Marion Gay. Kunstverein Hamm und Maximilianpark, Hamm 2008, ISBN 978-3-000-25136-8.
- Skulptur – Räume. Stadtmuseum Beckum 2000, ISBN 3-9806742-5-8.
- Das Leben der Boote. Feldarbeiten. Kunstverein Lippstadt, 1999, ISBN 3-9806707-2-4.

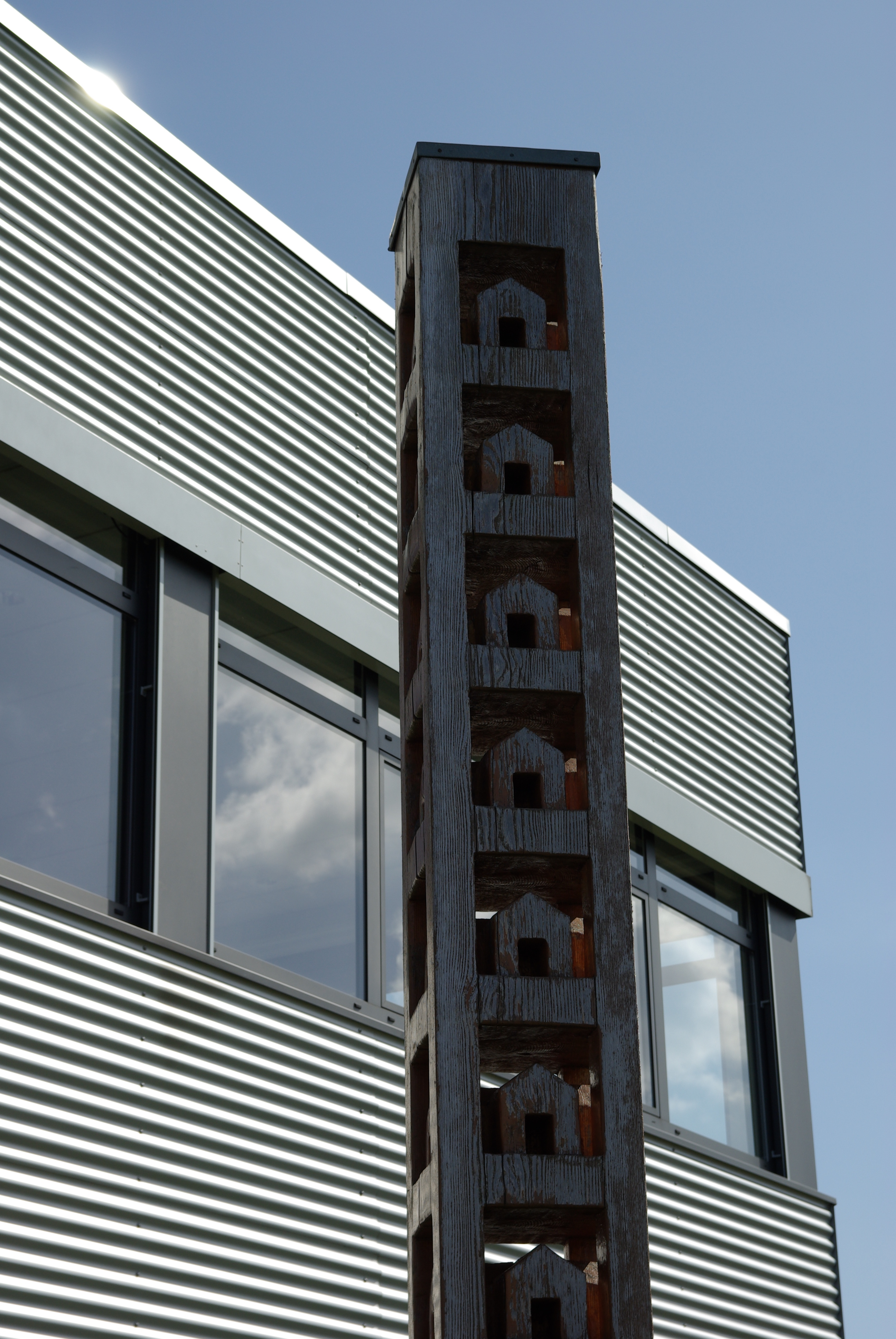
44 Optionen (2000), Ahlen